# Emanuele Notarbartolo

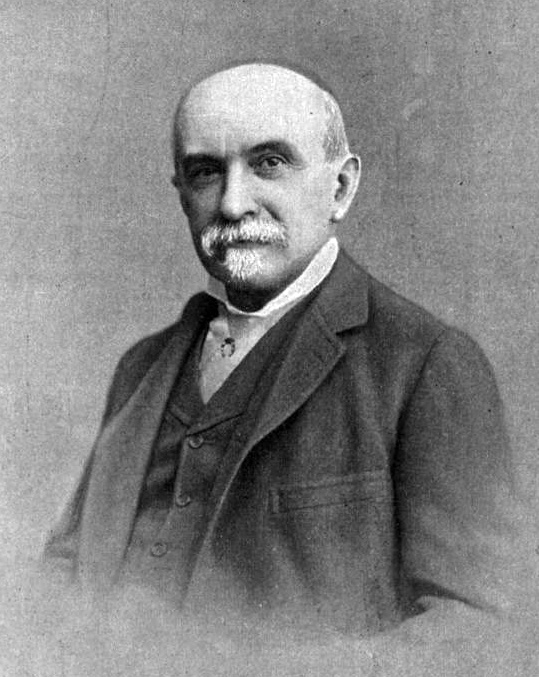
Emanuele Notarbartolo

Emanuele Notarbartolo, Marchese di San Giovanni (* 23. Februar 1834 in Palermo; † 1. Februar 1893 nahe Trabia), war ein italienischer Marchese, Großgrundbesitzer und Politiker, dessen Ermordung durch die Cosa Nostra weit über Sizilien und Italien hinaus für Aufsehen sorgte, denn der Mord an ihm war der erste, den die Mafia an einem Mitglied der Oberschicht verübte.

## Biografie
Der Marchese, der aus der angesehenen Adelsfamilie Notarbartolo stammte, war von 1873 an für drei Jahre Bürgermeister von Palermo und bekämpfte in seiner Amtszeit als einer der ersten die Cosa Nostra und die Korruption in der Stadtverwaltung. So zwang er den Assessor des Getreideamtes, Raffaele Palizzolo, unterschlagenes Geld zurückzuzahlen.
Anschließend wurde er 1876 Generaldirektor des Banco di Sicilia (Bank von Sizilien), wo er weiter gegen Korruption und Betrug innerhalb des Aufsichtsrates vorging. Als seine Arbeit wirkungslos blieb, stellte er den zuständigen Ministern in Rom ein Ultimatum: Entweder wird die Bank reformiert und die korrupten Mitglieder aus dem Aufsichtsrat entfernt, oder er verlässt die Bank. Die Minister entschieden sich dafür, ihn zu entlassen. Ab 1890 war Notarbartolo dann Privatmann, setzte aber den Kampf gegen die ‚ehrenwerte Organisation‘ und den Aufsichtsrat fort. Unter anderem erfuhr er von Kredit- und Aktienbetrügereien und erwirkte beim Schatzministerium eine Untersuchung.
Da er als unbestechlich galt, sahen die Cosa Nostra sowie mehrere Politiker, darunter Raffaele Palizzolo, nun Parlamentsabgeordneter für Palermo mit Verbindungen zur Mafia und der Auftraggeber des Mordes, keine andere Möglichkeit, als Notarbartolo zu liquidieren.

### Mord
Am Morgen des 1. Februar 1893 ritt Notarbartolo, zum Selbstschutz mit einem Gewehr bewaffnet, nach Sciara, wo sich die nächstgelegene Bahnstation befand. Von dort aus wollte er mit dem Zug weiter nach Palermo reisen. Im Zug stieg er in ein leeres Abteil der Ersten Klasse, wo er wegen des ermüdenden Ritts einschlief. Der Zug machte im Bahnhof von Termini Imerese einen Zwischenstopp. Dort stiegen die zwei Auftragsmörder ein.
Nach einer 13-minütigen Verspätung, die wahrscheinlich von den Tätern verursacht wurde, kam um 18.23 Uhr das Abfahrtssignal. Als der Zug einen Tunnel zwischen Termini Imerese und Trabia erreichte, nutzten die zwei Männer den günstigen Moment – wegen des Tunnels schallen die Geräusche des Zuges von den Abteilwänden zurück und überdecken die Geräusche der Täter – und drangen, bewaffnet mit einem Stilett und einem Dolch, ins Abteil von Notarbartolo ein und attackierten den aufgeschreckten Mann mit ihren Waffen. Notarbartolo wurde von mehreren Stichen getroffen, darunter einem in die Leiste und mindestens vier weiteren, die tief in den Brustkorb eindrangen und den Marchese töteten.
In Trabia angekommen versteckten sich die Mörder in Notarbartolos Abteil und warfen den Leichnam nach der Weiterfahrt bei einer Brücke, die über einen Fluss gespannt war, aus dem Zugfenster, in der Hoffnung, dass er in den Fluss falle und fortgespült werde. Die Leiche prallte jedoch gegen das Brückengeländer, blieb auf den Gleisen liegen und wurde später gefunden und identifiziert.

## Gerichtsverhandlung
Am 11. November 1899 kam es im Mailänder Schwurgericht zum Prozess, dem eine jahrelange Verschleppung und Sabotage der Tataufklärung vorangegangen war. Dass überhaupt ein Prozess zustande kam, war Leopoldo Notarbartolo, dem Sohn des Ermordeten, zu verdanken, der das Familienvermögen für die Aufklärung der Tat nutzte.
Zu Beginn waren nur der Schaffner und der Bremser angeklagt, nicht jedoch Raffaele Palizzolo, der aber von Leopoldo Notarbartolo während seiner Aussage vor dem Gericht am 16. November schwer belastet wurde. Dessen politische Immunität wurde aufgehoben, doch es wurde eine Ermittlungspause angesetzt.
Erst im September 1901 wurde im Palazzo Baciocchi in Bologna das Verfahren gegen Palizzolo wieder aufgenommen. Der Prozess dauerte elf Monate (bis zum 30. Juli 1902); in ihm kam es mehrmals im Gerichtssaal zu schweren Tumulten. Am Ende verkündeten die Geschworenen Palizzolos Schuld.
Das Urteil des Gerichts wurde jedoch vom Kassationshof in Rom aus formalen Gründen für ungültig erklärt und am 23. Juli 1904 wurde Raffaele Palizzolo endgültig freigesprochen.